# جمال العمواسي
جمال إبراهيم حسن دار خليل العمواسي (1 يناير 1974) خبير في الأفاعي والحيوانات والبيئة الفلسطينية، اشتهر بسبب قناته على يوتيوب والتي يعرض عليها باستمرار فيديوهات عن البيئة الفلسطينية وتصنف ضمن قائمة أفضل 500 قناة في مجال عالم الحيوان.

## حياته
ولد جمال العمواسي في رام الله لأسرة مكونة من أب وأم و4 أبناء، درس المرحلة الابتدائية والإعدادية والثانوية في مدارسها وتخرج بشهادة دبلوم من المركز المهني التابع للاتحاد اللوثري العالمي في بيت حنينا بشهادة دبلوم هندسة ميكانيكا، وهو الآن متزوج ولديه 5 أبناء. كان جمال العمواسي يحب الحيوانات والطيور منذ الصغر وكان يخرج دائما إلى الجبال لاصطيادها، فتطور تدريجيّا إلى أن أصبح خبيرا بمعظم أنواعها، فقام باقتناء عدد منها وتوفير الجو والغذاء المناسبين لها.

## تأسيسه للقناة
في عام 2011م، طلب أحد أصدقاءه منه أن ينشئ قناة على يوتيوب ويعرض عليها فيديوهات تعليمية عن كيفية التعامل مع الأفاعي في حالة اللدغ، فاستجاب جمال له وأنشأ القناة، واليوم دخلت القنوات تصنيف أفضل 500 قناة في مجال عالم الحيوان لسوشيال بليد  وبها حوالي 4.06 مليون مشترك، وقد ساهم جمال في علاج عدد من حالات اللّدغ.

## روابط خارجية
1. الموقع الرسمي لجمال العمواسي.
2. قناة جمال العمواسي على يوتيوب.